# Premier League 2009-2010
Premier League 2009-2010 a fost a 18-a ediție a primei ligi engleze de fotbal de la reorganizarea ei în 1992. În total au participat 20 de echipe. Campioana en-titre este Manchester United. Sezonul a început cu un meci între Chelsea și Hull City pe 15 august 2009 cu Chelsea câștigând cu 2-1 pe Stamford Bridge. Stephen Hunt a marcat primul gol din acest sezon. Ultimul meci sa jucat pe 9 mai 2010. Pentru prima oară în istoria Premier League nu au fost egaluri în prima etapă.

## Promovări și retrogradări
Echipe promovate din Football League Championship
- Campioni: Wolverhampton Wanderers
- Locul doi: Birmingham City
- Câștigătorii play-off: Burnley

Echipe retrogradate în Football League Championship
- Newcastle United
- Middlesbrough
- West Bromwich Albion

## Stadioane
| Echipa                  | Locația            | Stadion                    | Capacitate |
| ----------------------- | ------------------ | -------------------------- | ---------- |
| Manchester United       | Manchester         | Old Trafford               | 76.212     |
| Arsenal                 | London             | Emirates Stadium           | 60.355     |
| Sunderland              | Sunderland         | Stadium of Light           | 49.000     |
| Manchester City         | Manchester         | City of Manchester Stadium | 47.726     |
| Liverpool               | Liverpool          | Anfield                    | 45.362     |
| Aston Villa             | Birmingham         | Villa Park                 | 42.640     |
| Chelsea                 | London             | Stamford Bridge            | 42.055     |
| Everton                 | Liverpool          | Goodison Park              | 40.170     |
| Tottenham Hotspur       | London             | White Hart Lane            | 36.240     |
| West Ham United         | London             | Boleyn Ground              | 35.303     |
| Blackburn Rovers        | Blackburn          | Ewood Park                 | 31.367     |
| Birmingham City         | Birmingham         | St Andrews                 | 30.009     |
| Wolverhampton Wanderers | Wolverhampton      | Molineux                   | 29.303     |
| Bolton Wanderers        | Bolton             | Reebok Stadium             | 28.723     |
| Stoke City              | Stoke-on-Trent     | Britannia Stadium          | 28.383     |
| Fulham                  | London             | Craven Cottage             | 27.000     |
| Hull City               | Kingston upon Hull | KC Stadium                 | 25.404     |
| Wigan Athletic          | Wigan              | DW Stadium                 | 25.138     |
| Burnley                 | Burnley            | Turf Moor                  | 22.546     |
| Portsmouth              | Portsmouth         | Fratton Park               | 20.688     |

## Personal și echipament
| Team                    | Manager           | Captain         | Kit Makers                | Sponsor                   |
| ----------------------- | ----------------- | --------------- | ------------------------- | ------------------------- |
| Arsenal                 | Arsène Wenger     | Cesc Fàbregas   | Nike                      | Emirates                  |
| Aston Villa             | Martin O'Neill    | Stiliyan Petrov | Nike                      | Acorns Children's Hospice |
| Birmingham City         | Alex McLeish      | Stephen Carr    | Umbro                     | F&C Investments           |
| Blackburn Rovers        | Sam Allardyce     | Ryan Nelsen     | Umbro                     | Crown Paints              |
| Bolton Wanderers        | Owen Coyle        | Kevin Davies    | Reebok                    | 188BET                    |
| Burnley                 | Brian Laws        | Steven Caldwell | Erreà                     | Cooke Fuels               |
| Chelsea                 | Carlo Ancelotti   | John Terry      | adidas                    | Samsung                   |
| Everton                 | David Moyes       | Phil Neville    | le coq sportif            | Chang Beer                |
| Fulham                  | Roy Hodgson       | Danny Murphy    | Nike                      | LG Electronics            |
| Hull City               | Iain Dowie*       | Ian Ashbee      | Umbro                     | Totesport.com             |
| Liverpool               | Rafael Benítez    | Steven Gerrard  | adidas                    | Carlsberg                 |
| Manchester City         | Roberto Mancini   | Kolo Touré      | Umbro                     | Etihad Airways            |
| Manchester United       | Sir Alex Ferguson | Gary Neville    | Nike                      | AIG                       |
| Portsmouth              | Avram Grant       | David James     | Canterbury of New Zealand | Jobsite                   |
| Stoke City              | Tony Pulis        | Abdoulaye Faye  | le coq sportif            | Britannia                 |
| Sunderland              | Steve Bruce       | Lorik Cana      | Umbro                     | Boylesports               |
| Tottenham Hotspur       | Harry Redknapp    | Ledley King     | Puma                      | Mansion                   |
| West Ham United         | Gianfranco Zola   | Matthew Upson   | Umbro                     | SBOBET                    |
| Wigan Athletic          | Roberto Martínez  | Mario Melchiot  | Vandanel                  | 188BET                    |
| Wolverhampton Wanderers | Mick McCarthy     | Karl Henry      | le coq sportif            | Sportingbet               |

* — Football Management Consultant

## Schimbări de antrenori
| Echipa           | Antrenor demis  | Metoda de schimbare          | Data plecării     | Locul | Înlocuit cu     | Data numirii      | Locul                |
| ---------------- | --------------- | ---------------------------- | ----------------- | ----- | --------------- | ----------------- | -------------------- |
| Portsmouth       | Paul Hart       | Concediat                    | 24 noiembrie 2009 | 20    | Avram Grant     | 26 noiembrie 2009 | 20                   |
| Manchester City  | Mark Hughes     | Concediat                    | 19 decembrie 2009 | 6     | Roberto Mancini | 19 decembrie 2009 | 6                    |
| Bolton Wanderers | Gary Megson     | Sacked                       | 30 decembrie 2009 | 18    | Owen Coyle      | 8 ianuarie 2010   | 18                   |
| Burnley          | Owen Coyle      | A semnat cu Bolton Wanderers | 8 ianuarie 2010   | 14    | Brian Laws      | 13 ianuarie 2010  | 14                   |
| Hull City        | Phil Brown      | Înlocuit                     | 15 martie 2010    | 19    | Iain Dowie      | 17 martie 2010    | 19                   |
| West Ham         | Gianfranco Zola | Concediat                    | 11 mai 2010       | 17    |                 |                   | La finalul sezonului |
| Portsmouth       | Avram Grant     | A demisionat                 | 21 mai 2010       | 20    |                 |                   | La finalul sezonului |

## Schimbări de proprietari
| Club            | Noul proprietar               | Fostul proprietar             | Data             |
| --------------- | ----------------------------- | ----------------------------- | ---------------- |
| Sunderland      | Ellis Short                   | Drumaville Consortium         | 27 mai 2009      |
| West Ham United | CB Holding                    | Björgólfur Guðmundsson        | 8 iunie 2009     |
| Portsmouth      | Sulaiman Al-Fahim             | Alexandre Gaydamak            | 26 august 2009   |
| Birmingham City | Grandtop International        | David Sullivan and David Gold | 6 octombrie 2009 |
| Portsmouth      | Ali al-Faraj                  | Sulaiman Al-Fahim             | 6 octombrie 2009 |
| West Ham United | David Sullivan and David Gold | CB Holding                    | 19 ianuarie 2010 |
| Portsmouth      | Balram Chainrai               | Ali al-Faraj                  | 4 februarie 2010 |

## Clasament
| Poz | Echipa                  | MJ | V  | E  | Î  | GM  | GP | G   | Pct  | Promovare sau retrogradare                             |
| --- | ----------------------- | -- | -- | -- | -- | --- | -- | --- | ---- | ------------------------------------------------------ |
| 1   | Chelsea (C)             | 38 | 27 | 5  | 6  | 103 | 32 | +71 | 86   | Liga Campionilor UEFA 2010–11 Faza grupelor            |
| 2   | Manchester United       | 38 | 27 | 4  | 7  | 86  | 28 | +58 | 85   | Liga Campionilor UEFA 2010–11 Faza grupelor            |
| 3   | Arsenal                 | 38 | 23 | 6  | 9  | 83  | 41 | +42 | 75   | Liga Campionilor UEFA 2010–11 Faza grupelor            |
| 4   | Tottenham Hotspur       | 38 | 21 | 7  | 10 | 67  | 41 | +26 | 70   | Liga Campionilor 2010–11 Runda play-off                |
| 5   | Manchester City         | 38 | 18 | 13 | 7  | 73  | 45 | +28 | 67   | UEL 2010-2011 play-off                                 |
| 6   | Aston Villa             | 38 | 17 | 13 | 8  | 52  | 39 | +13 | 64   | UEL 2010-2011 play-off                                 |
| 7   | Liverpool               | 38 | 18 | 9  | 11 | 61  | 35 | +26 | 63   | UEFA Europa League 2010–11 Runda a III a de calificare |
| 8   | Everton                 | 38 | 16 | 13 | 9  | 60  | 49 | +11 | 61   |                                                        |
| 9   | Birmingham City         | 38 | 13 | 11 | 14 | 38  | 47 | −9  | 50   |                                                        |
| 10  | Blackburn Rovers        | 38 | 13 | 11 | 14 | 41  | 55 | −14 | 50   |                                                        |
| 11  | Stoke City              | 38 | 11 | 14 | 13 | 34  | 48 | −14 | 47   |                                                        |
| 12  | Fulham                  | 38 | 12 | 10 | 16 | 39  | 46 | −7  | 46   |                                                        |
| 13  | Sunderland              | 38 | 11 | 11 | 16 | 48  | 56 | −8  | 44   |                                                        |
| 14  | Bolton Wanderers        | 38 | 10 | 9  | 19 | 42  | 67 | −25 | 39   |                                                        |
| 15  | Wolverhampton Wanderers | 38 | 9  | 11 | 18 | 32  | 56 | −24 | 38   |                                                        |
| 16  | Wigan Athletic          | 38 | 9  | 9  | 20 | 37  | 79 | −42 | 36   |                                                        |
| 17  | West Ham United         | 38 | 8  | 11 | 19 | 47  | 66 | −19 | 35   |                                                        |
| 18  | Burnley (R)             | 38 | 8  | 6  | 24 | 42  | 82 | −40 | 30   | Retrogradare în Football League Championship 2010-2011 |
| 19  | Hull City (R)           | 38 | 6  | 12 | 20 | 34  | 75 | −41 | 30   | Retrogradare în Football League Championship 2010-2011 |
| 20  | Portsmouth (R)          | 38 | 7  | 7  | 24 | 34  | 66 | −32 | 0191 | Retrogradare în Football League Championship 2010-2011 |

Sursa: Barclays Premier League

Reguli de clasare: 
1) puncte; 2) diferența de goluri; 3) goluri marcate.
POZ = Poziția în clasament; (C) = Campioană; (R) = Retrogradată; (P) = Promovată; (E) = Eliminată; (O) = Câștigătoare de play-off; (A) = Avansează în runda următoare. 
Aplicabil doar când sezonul nu este terminat: 
(Q) = Calificare în faza competiției indicată; (TQ) = Calificare în competiție, dar încă nu în faza indicată; (RQ) = Calificată în competiția de retrogradare indicată; (DQ) = Descalificată din competiție.

## Rezultate
| Acasă \ Deplasare[1]    | Arsenal | Aston Villa | Birmingham City | Blackburn Rovers | Bolton | Burnley | Chelsea | Everton | Fulham | Hull City | Liverpool | Manchester City | Manchester United | Portsmouth | Stoke City | Sunderland | Tottenham | West Ham | Wigan Athletic | Wolverhampton Wanderers |
| Arsenal                 |         | 3–0         | 3–1             | 6–2              | 4–2    | 3–1     | 0–3     | 2–2     | 4–0    | 3–0       | 1–0       | 0–0             | 1–3               | 4–1        | 2–0        | 2–0        | 3–0       | 2–0      | 4–0            | 1–0                     |
| Aston Villa             | 0–0     |             | 1–0             | 0–1              | 5–1    | 5–2     | 2–1     | 2–2     | 2–0    | 3–0       | 0–1       | 1–1             | 1–1               | 2–0        | 1–0        | 1–1        | 1–1       | 0–0      | 0–2            | 2–2                     |
| Birmingham City         | 1–1     | 0–1         |                 | 2–1              | 1–2    | 2–1     | 0–0     | 2–2     | 1–0    | 0–0       | 1–1       | 0–0             | 1–1               | 1–0        | 0–0        | 2–1        | 1–1       | 1–0      | 1–0            | 2–1                     |
| Blackburn Rovers        | 2–1     | 2–1         | 2–1             |                  | 3–0    | 3–2     | 1–1     | 2–3     | 2–0    | 1–0       | 0–0       | 0–2             | 0–0               | 3–1        | 0–0        | 2–2        | 0–2       | 0–0      | 2–1            | 3–1                     |
| Bolton Wanderers        | 0–2     | 0–1         | 2–1             | 0–2              |        | 1–0     | 0–4     | 3–2     | 0–0    | 2–2       | 2–3       | 3–3             | 0–4               | 2–2        | 1–1        | 0–1        | 2–2       | 3–1      | 4–0            | 1–0                     |
| Burnley                 | 1–1     | 1–1         | 2–1             | 0–1              | 1–1    |         | 1–2     | 1–0     | 1–1    | 2–0       | 0–4       | 1–6             | 1–0               | 1–2        | 1–1        | 3–1        | 4–2       | 2–1      | 1–3            | 1–2                     |
| Chelsea                 | 2–0     | 7–1         | 3–0             | 5–0              | 1–0    | 3–0     |         | 3–3     | 2–1    | 2–1       | 2–0       | 2–4             | 1–0               | 2–1        | 7–0        | 7–2        | 3–0       | 4–1      | 8–0            | 4–0                     |
| Everton                 | 1–6     | 1–1         | 1–1             | 3–0              | 2–0    | 2–0     | 2–1     |         | 2–1    | 5–1       | 0–2       | 2–0             | 3–1               | 1–0        | 1–1        | 2–0        | 2–2       | 2–2      | 2–1            | 1–1                     |
| Fulham                  | 0–1     | 0–2         | 2–1             | 3–0              | 1–1    | 3–0     | 0–2     | 2–1     |        | 2–0       | 3–1       | 1–2             | 3–0               | 1–0        | 0–1        | 1–0        | 0–0       | 3–2      | 2–1            | 0–0                     |
| Hull City               | 1–2     | 0–2         | 0–1             | 0–0              | 1–0    | 1–4     | 1–1     | 3–2     | 2–0    |           | 0–0       | 2–1             | 1–3               | 0–0        | 2–1        | 0–1        | 1–5       | 3–3      | 2–1            | 2–2                     |
| Liverpool               | 1–2     | 1–3         | 2–2             | 2–1              | 2–0    | 4–0     | 0–2     | 1–0     | 0–0    | 6–1       |           | 2–2             | 2–0               | 4–1        | 4–0        | 3–0        | 2–0       | 3–0      | 2–1            | 2–0                     |
| Manchester City         | 4–2     | 3–1         | 5–1             | 4–1              | 2–0    | 3–3     | 2–1     | 0–2     | 2–2    | 1–1       | 0–0       |                 | 0–1               | 2–0        | 2–0        | 4–3        | 0–1       | 3–1      | 3–0            | 1–0                     |
| Manchester United       | 2–1     | 0–1         | 1–0             | 2–0              | 2–1    | 3–0     | 1–2     | 3–0     | 3–0    | 4–0       | 2–1       | 4–3             |                   | 5–0        | 4–0        | 2–2        | 3–1       | 3–0      | 5–0            | 3–0                     |
| Portsmouth              | 1–4     | 1–2         | 1–2             | 0–0              | 2–3    | 2–0     | 0–5     | 0–1     | 0–1    | 3–2       | 2–0       | 0–1             | 1–4               |            | 1–2        | 1–1        | 1–2       | 1–1      | 4–0            | 3–1                     |
| Stoke City              | 1–3     | 0–0         | 0–1             | 3–0              | 1–2    | 2–0     | 1–2     | 0–0     | 3–2    | 2–0       | 1–1       | 1–1             | 0–2               | 1–0        |            | 1–0        | 1–2       | 2–1      | 2–2            | 2–2                     |
| Sunderland              | 1–0     | 0–2         | 3–1             | 2–1              | 4–0    | 2–1     | 1–3     | 1–1     | 0–0    | 4–1       | 1–0       | 1–1             | 0–1               | 1–1        | 0–0        |            | 3–1       | 2–2      | 1–1            | 5–2                     |
| Tottenham Hotspur       | 2–1     | 0–0         | 2–1             | 3–1              | 1–0    | 5–0     | 2–1     | 2–1     | 2–0    | 0–0       | 2–1       | 3–0             | 1–3               | 2–0        | 0–1        | 2–0        |           | 2–0      | 9–1            | 0–1                     |
| West Ham United         | 2–2     | 2–1         | 2–0             | 0–0              | 1–2    | 5–3     | 1–1     | 1–2     | 2–2    | 3–0       | 2–3       | 1–1             | 0–4               | 2–0        | 0–1        | 1–0        | 1–2       |          | 3–2            | 1–3                     |
| Wigan Athletic          | 3–2     | 1–2         | 2–3             | 1–1              | 0–0    | 1–0     | 3–1     | 0–1     | 1–1    | 2–2       | 1–0       | 1–1             | 0–5               | 0–0        | 1–1        | 1–0        | 0–3       | 1–0      |                | 0–1                     |
| Wolverhampton Wanderers | 1–4     | 1–1         | 0–1             | 1–1              | 2–1    | 2–0     | 0–2     | 0–0     | 2–1    | 1–1       | 0–0       | 0–3             | 0–1               | 0–1        | 0–0        | 2–1        | 1–0       | 0–2      | 0–2            |                         |

Sursa: Barclays Premier League
1Echipa gazdă este listată în coloana din stânga.
Culori: Albastru = gazda e câștigătoare; Galben = egal; Roșu = oaspeții sunt câștigători.
Pentru meciurile următoare, un a indică existența unui articol despre meci.

## Statistici
| Locul | Marcator           | Club              | Goluri |
| ----- | ------------------ | ----------------- | ------ |
| 1     | Didier Drogba      | Chelsea           | 29     |
| 2     | Wayne Rooney       | Manchester United | 26     |
| 3     | Darren Bent        | Sunderland        | 24     |
| 4     | Carlos Tévez       | Manchester City   | 23     |
| 5     | Frank Lampard      | Chelsea           | 22     |
| 6     | Jermain Defoe      | Tottenham Hotspur | 18     |
| 6     | Fernando Torres    | Liverpool         | 18     |
| 8     | Cesc Fàbregas      | Arsenal           | 15     |
| 9     | Emmanuel Adebayor  | Manchester City   | 14     |
| 10    | Louis Saha         | Everton           | 13     |
| 10    | Gabriel Agbonlahor | Aston Villa       | 13     |

| Locul | Pasator        | Club              | Pase |
| ----- | -------------- | ----------------- | ---- |
| 1     | Frank Lampard  | Chelsea           | 17   |
| 2     | Cesc Fàbregas  | Arsenal           | 15   |
| 3     | Didier Drogba  | Chelsea           | 13   |
| 4     | James Milner   | Aston Villa       | 12   |
| 5     | Ryan Giggs     | Manchester United | 11   |
| 6     | Aaron Lennon   | Tottenham Hotspur | 10   |
| 6     | Nicolas Anelka | Chelsea           | 10   |
| 6     | Craig Bellamy  | Manchester City   | 10   |
| 6     | Nani           | Manchester United | 10   |
| 6     | Ashley Young   | Aston Villa       | 10   |

## Premii

### Premii lunare
| Luna       | Antrenorul lunii | Antrenorul lunii  | Jucătorul lunii  | Jucătorul lunii   |
| Luna       | Antrenor         | Club              | Jucător          | Club              |
| ---------- | ---------------- | ----------------- | ---------------- | ----------------- |
| August     | Harry Redknapp   | Tottenham Hotspur | Jermain Defoe    | Tottenham Hotspur |
| Septembrie | Alex Ferguson    | Manchester United | Fernando Torres  | Liverpool         |
| Octombrie  | Roy Hodgson      | Fulham            | Robin van Persie | Arsenal           |
| Noiembrie  | Carlo Ancelotti  | Chelsea           | Jimmy Bullard    | Hull City         |
| December   | Alex McLeish     | Birmingham City   | Carlos Tévez     | Manchester City   |
| January    | David Moyes      | Everton           | Wayne Rooney     | Manchester United |
| February   | Roy Hodgson      | Fulham            | Mark Schwarzer   | Fulham            |
| March      | David Moyes      | Everton           | Florent Malouda  | Chelsea           |
| April      | Martin O'Neill   | Aston Villa       | Gareth Bale      | Tottenham Hotspur |